# Achaea lanipes
Achaea lanipes is een vlinder uit de familie van de spinneruilen (Erebidae). De soort is voor het eerst wetenschappelijk beschreven door Gustaaf Hulstaert in een publicatie uit 1924.
De soort komt voor op de Kei-eilanden (Indonesië).